# SPD International
Die SPD International ist einer der Arbeitskreise der Sozialdemokratischen Partei Deutschlands.

## Struktur
Die Gründung eines Arbeitskreises SPD International wurde vom Parteivorstand im November 2018 beschlossen. Die SPD International hat den Status eines parteiinternen Arbeitskreises, der am Parteivorstand angesiedelt ist. Organisatorisch betreut wird sie vom Landesverband Berlin. Sie wird durch zwei gewählte Sprecher vertreten und kann einen beratenden Delegierten zum Bundesparteitag entsenden. Geleitet wird die SPD International von einem Vorstand, in dem alle Auslandsfreundeskreise bzw. Ortsvereine vertreten sein können.

## Deutsche Sozialdemokraten im Ausland
Zwischen 3 und 4 Millionen deutsche Staatsbürger leben schätzungsweise außerhalb Deutschlands, darunter auch Parteimitglieder der SPD, unabhängig davon, ob sie das schon vorher waren oder erst im Ausland eingetreten sind. Derzeit (2024) besteht die SPD International aus 17 anerkannten Auslandsgruppen (15 Auslandsfreundeskreisen und 2 Ortsvereinen) in 15 Ländern: Belgien, Volksrepublik China, Frankreich, Italien, Luxemburg, Niederlande, Norwegen, Mexiko, Österreich, Russland, Schweiz, Spanien, Tschechien, Vereinigtes Königreich und Vereinigte Staaten. Mitglieder, die in einem Land leben, in dem es noch keine anerkannte Auslandsgruppe gibt, werden von den geographisch jeweils nächsten Auslandsgruppen betreut. 
Eines der Themen, an denen die SPD International besonders interessiert ist, ist das Wählen vom Ausland aus. Auch wenn dies etwas komplizierter ist als in Deutschland, können alle Deutschen im Ausland auch an der Bundestagswahl teilnehmen. Es gibt allerdings Einschränkungen ab einem Aufenthalt von mehr als 25 Jahren im Ausland. Die Wähler dazu aufzurufen, die deutsche Politik auch aus dem Ausland mitzubestimmen, ist eines der vorrangigen Ziele der SPD International. Außerdem finden regelmäßig Online-Treffen statt, die internationale Aspekte beleuchten.